# علي عيسى النشار
علي عيسى علي خليل النشار (17 مارس 1983 - 5 سبتمبر 2006) وهو أحد قيادي كتائب الشهيد عز الدين القسام التابع لحركة المقاومة الإسلامية حماس، قتل ومزق جسده إلى اشلاء عندما قامت طائرات الاستطلاع الإسرائيلية بقصف سيارة كانت تقله، مما أدى إلى استشهاده على الفور.

## حياته
ولد علي النشار في السابع عشر من مارس عام 1983م وتربى في أسرة فلسطينية ميسورة الحال تعود جذورها إلى قرية «زرنوقة» المحتلة، وهو ابن القائد والمعلم والمؤسس المهندس عيسى النشار أحد أبرز قادات حماس في مدينة رفح، امتاز منذ طفولته بالصدق والوفاء حيث أحبه الجميع لابتسامته الدائمة والعريضة مما يذكر لعلي أنه كان باراً بوالديه رحيماً بإخوته. تلقى تعليمه الابتدائي عام 1989 في مدارس وكالة الغوث برفح ـ ثم انتقل إلى المرحلة الاعدادية في مدرسة ذكور رفح الاعدادية «أ»، ومن ثم مدرسة بئر السبع الثانوية، ومما يذكر أنه كان من المتفوقين، ثم إنتقل ليكمل مشواره التعليمي الجامعي حيث درس في الجامعة الاسلامية تخصص كمبيوتر تعليمي إلا أنه لم يستطع اكمال مشواره التعليمي في الجامعة الإسلامية لانشغاله الدائم في صد الاجتياجات المتكررة لمنطقته فانتقل ليدرس في جامعة الأقصى. امتاز علي منذ نعومه أظافره بحبه للصلاة والعبادة حيث بدأ التزامه في مسجد «عباد الرحمن» حتى نشأ علي شاباُ عابداً وزاهداً وورعاً، لا يتحدث إلا بما أمر الله ليبدأ مشواره بحفظ القران الكريم وحضور جلسات العلم والعبادة حيث كان قلبه متعلقاً بالمسجد يحرص على أداء الصلوات الخمس في المسجد ولقد امتاز علي في عمله الدعوي وكان يفعل كل ما يكلف به حيث كان صاحب قدرة عالية على التوجيه والإرشاد وصاحب قوة وجرأة لا مثيل لهما. في سن السابعة عشر انتقل إلى مسجد أبو بكر الصديق ليكمل مسيرة الدعوة والعمل للإسلام في مسجده الجديد.

## التحاقه لكتائب القسام
التحق علي النشار في كتائب الشهيد عز الدين القسام منذ بداية الانتفاضة، حيث كان ذلك من خلال إلحاح من والدته تلك الأم المؤمنة الناشطة في العمل الدعوي، لقد كان من أوائل المنضمين لكتائب القسام على مستوى منطقته، ذلك لصفاته الفريدة وشجاعته وإقدامه، ولقد شارك إخوانه في صد الاجتياحات المتكررة لمنطقة حي البرازيل في رفح، وكان شجاعاً مقداماً مبادراُ لأي عمل يوكل إليه، فكيف لا يكون له ذلك وهو رفيق درب الأسد المقاتل «عائد البشيتي».  شارك في تفجير عدد من العبوات ضد آليات العدو وتجهيز العديد من العبوات الأرضية من خلال الأنفاق الأرضية وإطلاق قذائف الـ " RBG  " والعبوات الموجهة، وإطلاق صواريخ القسام والبتار ضد مغتصبات العدو في منطقة رفح.
كما ذكر مسؤوله في كتائب القسام بأن الفارس علي في إحدى الاجتياحات بعد أن كانت قوات العدو تتمركز في إحدى البنايات بحي السلام في رفح إقترب وتسلل بالقرب من البناية، إلا أنه لم يتمكن من إصابة هدفه وأن إرادة الله سمحت له بالنجاة.
وفي إحدى الضربات التي وجهها إلى  العدو الصهيوني أدت إلى اصابة عدد من الصهاينة حين تفجير عبوة جانبية بجيب «هامر»، والمشهد الذي لا ينسى حين خروجه يوم العيد بإطلاق صواريخ على المستوطنات الاسرائيلية.

## والده عيسى النشار
والده هو المهندس عيسى علي خليل النشار في مدينة دير البلح في المحافظة الوسطى في قطاع غزة عام 1954م، لأسرة هُجرت من قرية زرنوقة من قضاء الرملة قسرا عن أرضها عام 1948م.انتقلت أسرته للعيش في مدينة رفح ليدرس المهندس عيسى النشار المرحلة الابتدائية والإعدادية في مدراس وكالة غوث وتشغيل اللاجئين، ثم أكمل دراسته الثانوية في مدارس الحكومة.بعد حصوله على شهادة الثانوية العامة التحق في كلية الهندسة بجامعة عين شمس في العاصمة المصرية القاهرة. بعد تخرجه من كلية الهندسة عمل مديراً لمكتب هندسي، ثم رئيس القسم الهندسي ببلدية خان يونس، ثم مهندساً بوكالة غوث وتشغيل اللاجئين الأونروا.انتخب في عام 2005م رئيساً لبلدية رفح جنوب قطاع غزة، بعد أن حصل على أعلى نسبة تصويت في الانتخابات المحلية برفح. كان من أوائل من التحق بجماعة الإخوان المسلمين في مدينة رفح جنوب قطاع غزة، ليكون أميراً لمنطقة رفح، اعتقل لدى قوات الاحتلال عام 1973م، ثم اعتقل عام 1988م، لمدة عامين بعد انتفاضة الحجارة، ثم اعتقل لمدة أربعة أشهر عام 1990. في عام 1992م أبعده الاحتلال مع مئات من قادة العمل الإسلامي إلى مرج الزهور في جنوب لبنان، وبعد عودته من الإبعاد اعتقلته أجهزة السلطة الأمنية عام 1995م، لمدة أربعة أشهر. كان له شرف مشاركة الشيخ أحمد ياسين في تأسيس حركة المقاومة الإسلامية حماس في الرابع عشر من ديسمبر عام 1987م.

## اغتياله
بعد ضربة صاروخية  لسيارة المقاومان أحمد العرقان وأحمد عاشور سمع علي صوت القصف وكان في منطقة «البيوك» فما أن سمع الخبر اتجه إلى مستشفى أبو يوسف النجار، وفي مساء الثلاثاء 5-9-2006 م  اتجه علي النشار إلى منطقة حي السلام وبرفقته القائد عائد البشيتي، فكان القدر ينتظره في شارع المدرسين بحي الجنينة، حيث قامت طائرات الاستطلاع بقصف سيارتهما بصاروخين على الأقل مما أدى إلى استشهادهما على الفور، وأصبحوا أشلاء ممزقة.

## وصيته
بسم الله الرحمن الرحيم
«من المؤمنين رجال صدقوا ما عاهدوا الله عليه، فمنهم من قضى نحبه ومنهم من ينتظر وما بدلوا تبديلا»
الحمد لله رب العالمين، والصلاة والسلام على إمام المجاهدين، وقائد الغر المحجلين، محمد بن عبدا لله (صلى الله عليه وسلم) وعلى آله وصحبه وسلم ومن والاه أما بعد..
هذه وصية العبد الفقير إلى الله تعالى، علي عيسى النشار، كتبها بتاريخ 29 جماد أول 1427 هـ الموافق الأحد 25/6/2006م الساعة الثالثة فجراً "
أيها الإخوة الأحباب..
يا من سلكتم طريق الجهاد والاستشهاد، يا من اخترتم طريق ذات الشوكة، أيهاب القابضون على الجمر، أنتم الرجال في زمن عز فيه الرجال، أنتم الذين رفعتم لواء التوحيد والجهاد على هذه الأرض المباركة، لقد كنتم لي نعم الأخوة، ونعم الرفيق فقد كانت أجمل لحظات العمر هي التي قضيناها معاً في درب الجهاد، في نجاهد من أجل دين الله عز وجل، نرجو الله أن يتقبل منا ومنكم..
وصيتي لكم الثبات على هذا الدرب، فهو طريق عزتكم، ولتتساموا على الجراح، واعلموا أن الله يبتليكم على قدر إيمانكم، فكونوا عند حسن ظن ربكم بكم، ولا تنازعوا فتفشلوا. واستعينوا بالصبر والصلاة، حتى يقضي الله أمراً كان مفعولا..
أيها الأهل الأحباب..
لقد اخترتم درب الجهاد والاستشهاد، واني أعلم عظم المهمة، وعظمة الابتلاء، فإذا جاءكم خبر استشهادي فلا تحزنوا، فوالله لقد تمنيت الشهادة في سبيل الله، وتاقت نفسي للقاء الله، فاصبروا واحتسبوا وتذكروا قوله عز وجل «ولا تحسبن الذين قتلوا في سبيل الله أمواتا، بل أحياء عند ربهم يرزقون، فرحين بما آتاهم الله من فضله، ويستبشرون بالذين لم يلحقوا بهم من خلفهم ألا خوف عليهم ولا هم يحزنون»
وأخيرا.. أذكركم بقوله تعالى «واتقوا يوماً لا تجزي نفس عن نفس شيئا ولا تقبل منها شفاعة ولا يؤخذ منها عدل ولا هم ينصرون».
اللهم تقبل منا جهادنا.. وصالح أعمالنا
اللهم خذ من دمائنا اليوم حتى ترضى
اللهم لا تعاملنا بما نحن أهله.. وعاملنا بما أنت أهله
وآخر دعوانا أن الحمد لله رب العالمين، وصلى اللهم على محمد وعلى آله وصحبه وسلم تسليما كثيرا.